# ألبرتو أبالدي
ألبرتو أبالدي (بالإسبانية: Alberto Abalde Díaz)‏ مواليد 15 ديسمبر 1995 في لا كورونيا، هو لاعب كرة سلة محترف إسباني بدأ مسيرته الاحترافية في سنة 2013 يلعب مع فريق جوفينتوت بادالونا في الدوري الإسباني لكرة السلة ويحمل الرقم 16.

## روابط خارجية
- ألبرتو أبالدي على موقع الاتحاد الدولي لكرة السلة (الإنجليزية)
- ألبرتو أبالدي على موقع الدوري الأوروبي لكرة السلة (الإنجليزية)
- ألبرتو أبالدي على موقع الدوري الإسباني لكرة السلة (الإسبانية)
- ألبرتو أبالدي على موقع كرة السلة الأوروبية.كوم (الإنجليزية)
- ألبرتو أبالدي على موقع ريلجم (الإنجليزية)
- ألبرتو أبالدي على موقع بروبوليرز (الإنجليزية)
- ألبرتو أبالدي على موقع سبورتس رفرنس (الإنجليزية)
- ألبرتو أبالدي على موقع اللجنة الأولمبية الدولية (الإنجليزية)
- ألبرتو أبالدي على موقع أوليمبيديا (الإنجليزية)
- ألبرتو أبالدي على موقع اللجنة الأولمبية الإسبانية (الإسبانية)